# Cetola phaleroides
Cetola phaleroides är en fjärilsart som beskrevs av Rothschild 1924. Cetola phaleroides ingår i släktet Cetola och familjen nattflyn. Inga underarter finns listade i Catalogue of Life.